# Michael Emerson
Michael Emerson (* 7. září 1954 Cedar Rapids, Iowa) je americký herec. K jeho nejvýznamnějším rolím patří William Hinks v seriálu Advokáti (2000–2001), za kterou získal cenu Emmy pro nejlepšího hostujícího herce v dramatickém seriálu, Zep Hindle ve filmu Saw: Hra o přežití (2004), Benjamin Linus v seriálu Ztraceni (2006–2010) a Harold Finch v seriálu Lovci zločinců (2011–2016).

## Filmografie
- Hra snů – 1999
- Nevěrná – 2002
- Saw: Hra o přežití – 2004
- Legenda o Zorrovi – 2005
- Hunger Games: Vražedná pomsta – 2013

## Seriály
- Policejní okrsek – 2000
- Advokáti – 2000
- Zákon a pořádek: Zločinné úmysly – 2002
- Akta X – 2002
- Zákon a pořádek: Útvar pro zvláštní oběti – 2004
- Beze stopy – 2003
- Ztraceni – 2006
- Famílie – 2011
- Lovci zločinců – 2011
- The Name of the Rose - 2019